# Burgkirchen an der Alz
Burgkirchen an der Alz er en kommune i i Oberbayern i den tyske delstat Bayern.
Der er følgende bydele og landsbyere i Burgkirchen:
- Gendorf,
- Holzen,
- Hirten an der Alz,
- Dorfen
- Grasset.

Gendorf er et af centrene i Bayerisches Chemiedreieck.
- Wikimedia Commons har flere filer relateret til Burgkirchen an der Alz